# ألكساندرا كاسافيتز
ألكساندرا كاسافيتز (بالإنجليزية: Alexandra Cassavetes)‏ (و. 1965  م) هي كاتبة سيناريو، وممثلة، ومخرجة أفلام أمريكية، ولدت في لوس أنجلوس.

## وصلات خارجية
- ألكساندرا كاسافيتز على موقع IMDb (الإنجليزية)
- ألكساندرا كاسافيتز على موقع ألو سيني (الفرنسية)
- ألكساندرا كاسافيتز على موقع أول موفي (الإنجليزية)
- ألكساندرا كاسافيتز على موقع قاعدة بيانات الأفلام السويدية (السويدية)
- ألكساندرا كاسافيتز على موقع ديسكوغز (الإنجليزية)
- ألكساندرا كاسافيتز على موقع ديسكوغز (الإنجليزية)
- ألكساندرا كاسافيتز على موقع ديسكوغز (الإنجليزية)
- ألكساندرا كاسافيتز على موقع قاعدة بيانات الفيلم (الإنجليزية)
- ألكساندرا كاسافيتز على موقع كينوبويسك (الروسية)